# 3월

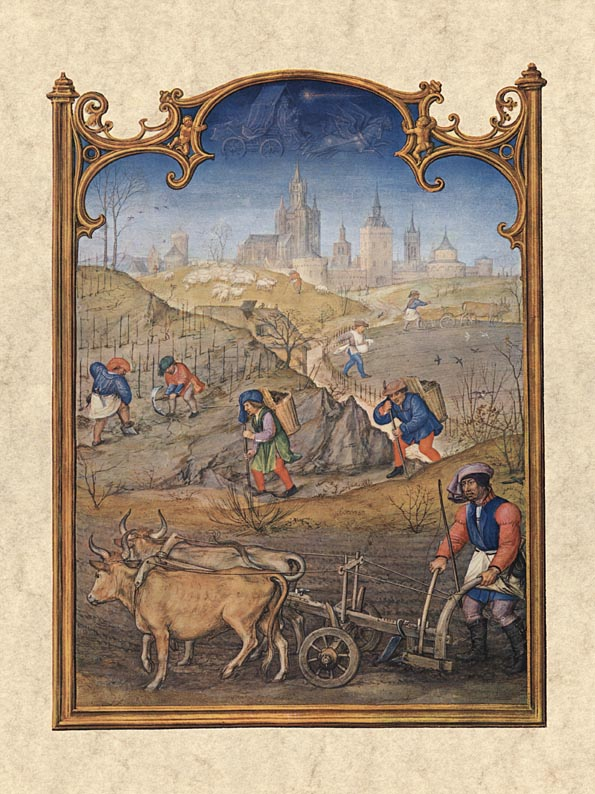

3월(三月, March)은 그레고리력에서 한 해의 세 번째 달이며, 31일까지 있다. 북반구에서는 3월이 되면서 기온이 오르고 날씨가 풀리기 때문에, 대체로 이 달을 봄의 시작으로 본다. 남반구는 가을이 된다. 이 달과 그 해의 6월은 항상 같은 요일로 끝난다. 또한, 이 달과 그 해의 11월은 항상 같은 요일로 시작하며, 평년인 경우 그 해의 2월과도 같은 요일로 시작한다. 윤년의 경우에는 작년 12월과 같은 요일로 시작하고 끝난다. 올해의 3월 1일과 내년의 2월 28일은 요일이 항상 같다.
400년 동안 이 달은 화요일, 목요일, 일요일에 58번, 금요일과 토요일에 57번, 월요일과 수요일에는 56번 시작한다.
단, 첫 주 평일은 2일(삼일절 당일 이후), 3일, 4일(삼일절 연휴 포함), 5일(삼일절 징검다리 연휴 포함)이며, 마지막 주 평일은 29일, 30일, 31일이다.
화요일로 시작하는 윤년(2008년, 2036년, 2064년, 2092년)과 수요일로 시작하는 평년/윤년(2003년, 2014년, 2020년, 2025년, 2031년, 2042년, 2048년, 2053년, 2059년, 2070년, 2076년, 2081년, 2087년, 2098년)일 경우에는 3월의 공휴일이 대통령 선거일이 3월 초인 경우를 제외하고는 없는 경우도 있다. 북한의 경우 정월 대보름이 3월 초가 아닌 경우에는 3월에 공휴일이 없다.
월요일로 시작하는 윤년(2024년, 2052년, 2080년)과 화요일로 시작하는 평년(2002년, 2013년, 2019년, 2030년, 2041년, 2047년, 2058년, 2069년, 2075년, 2086년, 2097년)일 경우 3월 2일이 토요일, 3월 3일이 일요일이 되어 3월 4일 월요일에 시업/입학식(대학교의 경우 개강)을 시행하고, 화요일로 시작하는 윤년(2008년, 2036년, 2064년, 2092년)과 수요일로 시작하는 평년(2003년, 2014년, 2025년, 2031년, 2042년, 2053년, 2059년, 2070년, 2081년, 2087년, 2098년)일 경우 3월 2일이 일요일이 되어 3월 3일 월요일에 시업/입학식(대학교의 경우 개강)을 시행한다.
음력 1월과 음력 2월이 이 달에 있으며 3월에는 음력 1월 15~16일, 2월 15~16일의 보름달을 관측할 수 있다. 이 달에 윤달이 낄 경우 춘분 이전은 윤1월, 춘분 이후는 윤2월이 된다.

## 유래
3월(March)은 가장 오래된 고대 로마 달력상 10개의 달 중 첫 번째 달인 마르티우스(Martius)에서 유래되었다. 마르티우스는 기원전 153년까지 첫 번째 달이었으나 그 이후로 세 번째 달이 되었다. 마르티우스라는 명칭은 로물루스와 레무스의 후손으로부터 이어지는 로마인들의 선조 그리고 로마 신화의 전쟁의 신 마르스의 이름을 딴 것이다. 마르스의 달인 마르티우스는 전쟁을 위한 절기의 처음이었다.

## 행사
- 대한민국에서는 3월에 입학식을 하며, 초 · 중 · 고등학교의 1학기가 시작된다.
- 일본에서는 이 달에 졸업식, 종업식을 한다.
- 대한민국에서 K리그의 시즌이 시작되는 달이다.
- 미국의 메이저 리그 사커 시즌이 시작되는 달이다.
- 거의 대부분의 국가에서 이 달에 장교의 임관식을 한다.
- 대한민국의 스키장은 보통 이 달에 폐장한다.[1]
- 기독교의 부활절은 3월 말에 잡히기도 한다.
- 지구의 시간: 매년 3월 마지막 토요일 오후 8시 30분 ~ 9시 30분에 시행된다.

## 대한민국의 국경일과 법정기념일
- 3월 1일 - 3·1절 (공휴일)
- 3월 3일 - 납세자의 날
- 3월 8일 - 여성의 날
- 3월 22일 - 세계 물의 날
- 3월 셋째 수요일 - 상공의 날
- 3월 넷째 금요일 - 서해수호의 날

## 각국의 휴일
- 대한민국 - 3·1절 (3월 1일)
- 미국  텍사스주 - 텍사스 독립기념일 (3월 2일)
- 조선민주주의인민공화국 - 식수절 (3월 2일)
- 가나 - 독립기념일 (3월 6일)
- 노퍽섬 - 파운데이션 데이 (3월 6일)
- 세계 여성의 날 - 러시아 등 일부 국가만
- 모리셔스 - 국경일 (3월 12일)
- 안도라 - 국경일 (3월 14일)
- 아일랜드 - 성 파트리치오의 날 (3월 17일)
- 일본 - 춘분의 날 (3월 19~22일)
- 튀니지 - 독립기념일 (3월 20일)
- 남아프리카 공화국 - 인권의 날 (3월 21일)
- 멕시코 - 베니토 후아레스 탄생일 (3월 21일)[2]
- 이란 - 노루즈 (3월 21일)
- 북마리아나 제도 - 연방의 날 (3월 24일), 부활절 (일부)
- 아르헨티나 - 현충일 (3월 24일)
- 그리스 - 독립기념일 (3월 25일)
- 마다가스카르 - 전사의 날 (3월 29일)
- 부활절 - 일부 기독교 국가만

## 절기
- 경칩: 3월 5일 또는 3월 6일.
- 춘분: 3월 20일 또는 3월 21일.